# フォート・ポータル
フォート・ポータル（Fort Portal）は、ウガンダ西部の都市。伝統的なトロ王国の首都でカバロレ県の県庁所在地である。
元の名はカバロレであったが、1891年にオムカマ（王）のカサガマがブニョロ王国からの保護を求めフレデリック・ルガードと協定を結びイギリス帝国の保護国とされ、イギリス＝エジプト領スーダンの赤道州総督となったエミン・パシャの遠征により砦のラインが築かれた。カサガマはこれを歓迎してイギリス人の入植を認めた。1893年にはルガードの命でロディ・オーウェン大佐がムパンガの丘に壁を築いた。イギリスの高等弁務官ジェラルド・ポータル卿に因みフォート・ゲリーに改名され、町には彼の像が建てられていた（2010年現在、諸事情で撤去されている）。カサガマが洗礼を受けると一時ベツレヘムに改名され、1900年の協定でイギリス特使のハリー・ジョンストンによりフォート・ポータルに改名された。
1914年頃にはイギリス人の入植地が拡大し、砦跡はゴルフ場のクラブハウスとなったり、コーヒーや茶の農園が広がった。これはイディ・アミンに追放されるまで続いた。

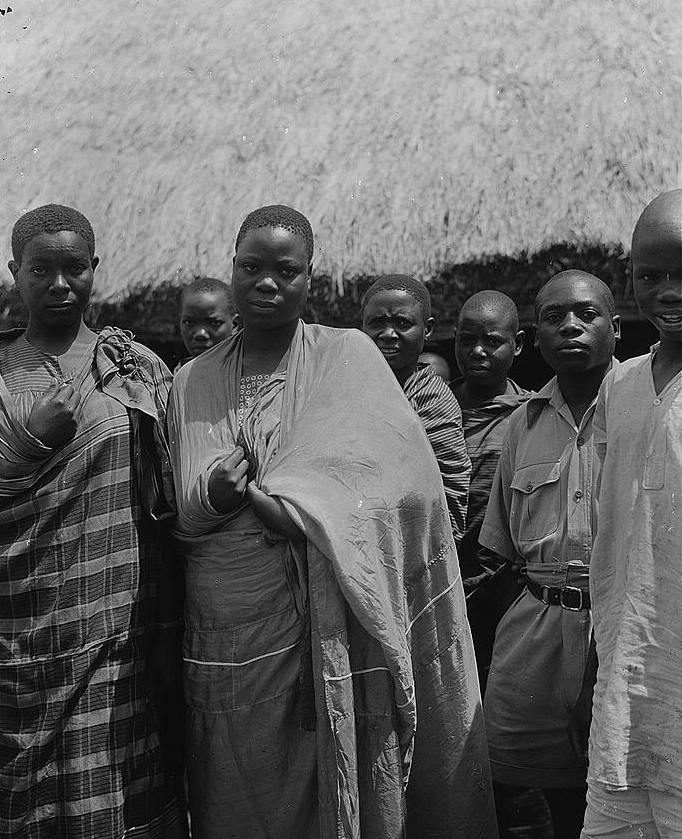
住民（1936年）

ルウェンゾリ山地やキバレ国立公園、クイーン・エリザベス国立公園、火口湖やセムリキ川にも近い。1993年に文化的復興が行われた。カランビ墓地はトロ王家の墓所である。

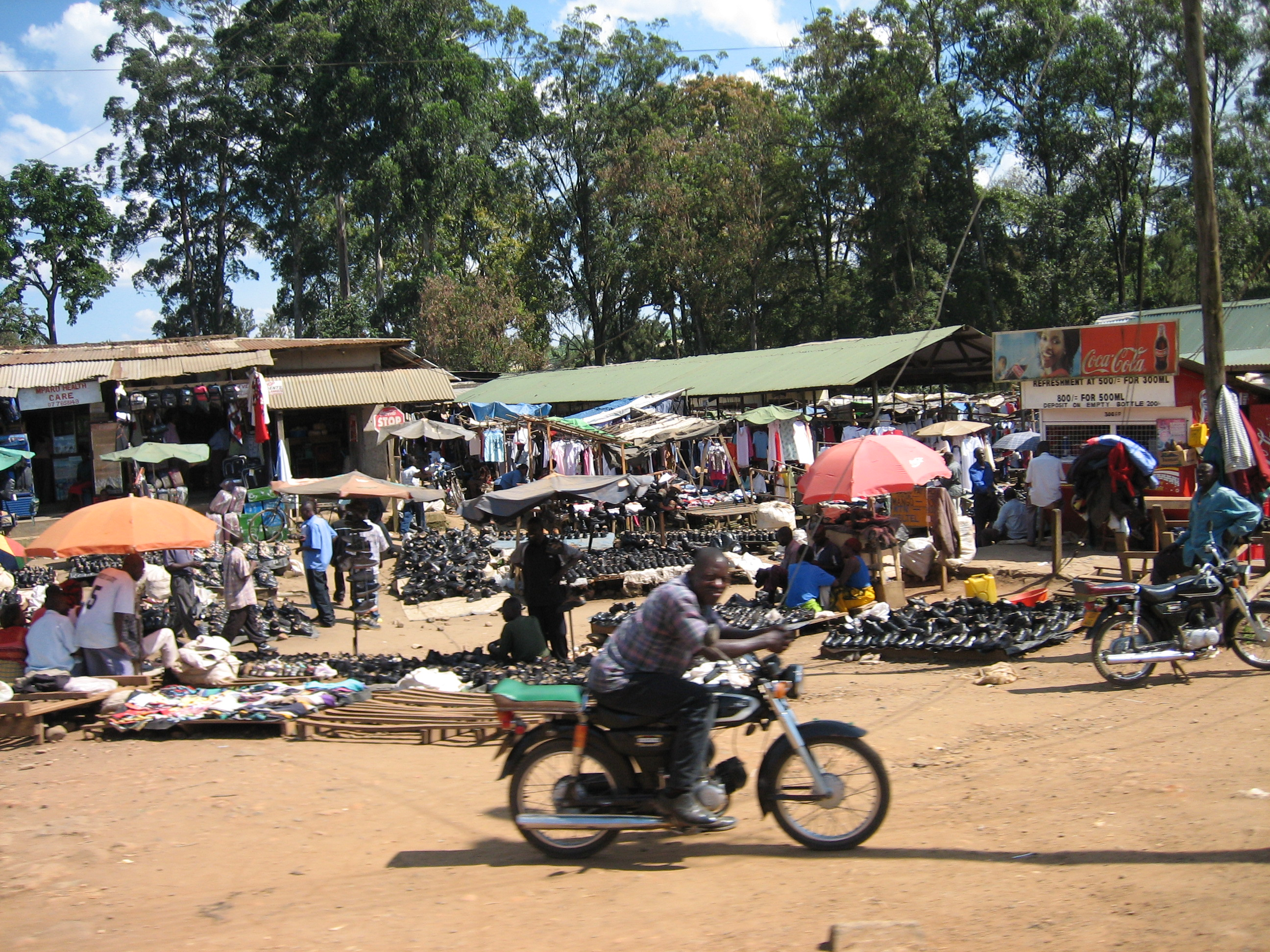
ムパンガ市場（2006年）

## 人口
| 年            | 人口   |
| ------------- | ------ |
| 1969年 調査値 | 7,947  |
| 1980年 調査値 | 26,806 |
| 1991年 調査値 | 32,789 |
| 2002年 調査値 | 40,993 |
| 2005年 推計   | 42,671 |

## 脚註
1. ↑  “City Population”. 2023年4月16日閲覧。